# Призивање духова
Призивање духова, познато и под насловом Виџа, (енгл. Ouija) је амерички хорор филм из 2014. године, режисера Стајлса Вајта, са Оливијом Кук, Аном Кото, Лин Шеј и Дареном Кагасовим у главним улогама.
И поред велике зараде коју је остварио са ниским буџетом, филм је добио помешане и претежно лоше критике, па на сајтовима који оцењеују филмове, попут IMDb-а и Rotten Tomatoes-а углавном има оцене између 4 и 5 од 10.
Јуниверсал пикчерс је још 2008. најавио филм, али је било потребно 6 година да се он реализује до краја.
Једну од главних улога тумачи и Лин Шеј, која се већ прославила улогама у бројним хорорима. Многи су њену улогу повезивали са ликом који тумачи у филмском серијалу Астрална подмуклост, али се испоставило да су та два лика потпуно различита.
Захваљујући успеху на благајнама, филм је већ након 2 године добио преднаставак Призивање духова 2: Порекло зла, који је далеко боље оцењен од стране критичара и публике.

## Радња
Група од петоро пријатеља покушава да уз помоћ виџе (табле за призивање духова) призове дух њихове другарице Деби, која се наводно убила. Планкета почиње да се помера по табли и исписује речи. Дух им између осталог говори и да Деби није извршила самоубиство. Ствари крећу по злу када група открије да дух са којим разговарају није Дебин.

## Улоге
| Глумац                       | Улога               |
| ---------------------------- | ------------------- |
| Оливија Кук Афра Софија Тули | Лејн Морис          |
| Ана Кото Изи Галанти         | Сара Морис          |
| Дарен Кагасов                | Тревор              |
| Лин Шеј                      | Полина Зандер       |
| Бјанка Сантос                | Изабела „Ис”        |
| Даглас Смит                  | Пит                 |
| Шели Хениг Клер Бил          | Деби Галарди        |
| Вивис Коломбети              | Нона                |
| Сиера Херман Сани Меј Алисон | Дорис Зандер        |
| Клаудија Кец Миник           | Мајка — Алис Зандер |
| Робин Лајвли                 | гђа Галарди         |
| Метју Сетл                   | Ентони Морис        |